# Formelenhed
En formelenhed af et stof er lig med den mængde af stoffet, der angives i stoffets formel.
For nogle stoffer, som C12H22O11, er en formelenhed således det samme som et molekyle. For stoffer der indgår i krystaller er en formelenhed lig med den mindste sammensætning af atomer med en nettoladning på 0; f.eks. er en formelenhed BaBr2 netop et bariumatom og to bromatomer.